# 대한민국의 국무총리 소속 위원회 목록
대한민국의 국무총리 소속 위원회 목록은 대한민국의 국무총리 소속 위원회에 대해 기술한다.

## 행정위원회
| 위원회명                                          | 주관부처       | 설치 근거                                                               | 비고 |
| ------------------------------------------------- | -------------- | ----------------------------------------------------------------------- | ---- |
| 거창사건등관련자명예회복심의위원회                | 행정안전부     | 「거창사건등 관련자의 명예회복에 관한 특별조치법」 제3조                |      |
| 공무원재해보상연금위원회                          | 인사혁신처     | 「공무원 재해보상법」 제52조                                            |      |
| 노근리사건희생자심사및명예회복위원회              | 행정안전부     | 「노근리사건 희생자심사 및 명예회복에 관한 특별법」 제4조               |      |
| 동의대 사건 희생자 명예회복 및 보상심의위원회     | 경찰청         | 「동의대 사건 희생자의 명예회복 및 보상에 관한 법률」 제3조             |      |
| 민주화운동관련자명예회복및보상심의위원회          | 행정안전부     | 「민주화운동 관련자 명예회복 및 보상 등에 관한 법률」 제4조             |      |
| 부마민주항쟁진상규명및관련자명예회복심의위원회    | 행정안전부     | 「부마민주항쟁 관련자의 명예회복 및 보상 등에 관한 법률」 제4조         |      |
| 사행산업통합감독위원회                            | 문화체육관광부 | 「사행산업통합감독위원회법」 제4조                                      |      |
| 여수·순천 10·19사건진상규명및희생자명예회복위원회 | 행정안전부     | 「여수·순천 10·19사건 진상규명 및 희생자 명예회복에 관한 특별법」 제3조 |      |
| 제주4·3사건진상규명및희생자명예회복위원회         | 행정안전부     | 「제주4·3사건 진상규명 및 희생자 명예회복에 관한 특별법」 제5조         |      |
| 포항지진피해구제심의위원회                        | 국무조정실     | 「포항지진의 진상조사 및 피해구제 등을 위한 특별법」 제13조             |      |

## 자문위원회
| 위원회명                                           | 주관부처           | 설치 근거                                                                     | 비고                                                                                                   |
| -------------------------------------------------- | ------------------ | ----------------------------------------------------------------------------- | --- |
| 2023 새만금 세계스카우트잼버리정부지원위원회       | 여성가족부         | 「2023 새만금 세계스카우트잼버리 지원 특별법」 제22조                         | 「2023 새만금 세계스카우트잼버리 지원 특별법」의 효력이 만료되는 2024년 12월 31일까지 존속할 예정이다. |
| 4·16세월호참사 배상 및 보상 심의위원회             | 해양수산부         | 「4·16세월호참사 피해구제 및 지원 등을 위한 특별법」 제5조                    | |
| 4·16세월호참사 피해자 지원 및 희생자 추모위원회    | 국무조정실         | 「4·16세월호참사 피해구제 및 지원 등을 위한 특별법」 제37조                   | |
| 5·18민주화운동관련자보상지원위원회                 | 행정안전부         | 「5·18민주화운동 관련자 보상 등에 관한 법률」 제3조                           | |
| 6·25전쟁납북피해진상규명및납북피해자명예회복위원회 | 통일부             | 「6·25전쟁 납북피해 진상규명 및 납북피해자 명예회복에 관한 법률」 제4조       | |
| 강원특별자치도 지원위원회                          | 국무조정실         | 「강원특별자치도 설치 등에 관한 특별법」 제10조의2                            | |
| 공공데이터전략위원회                               | 행정안전부         | 「공공데이터의 제공 및 이용 활성화에 관한 법률」 제5조                        | |
| 국가기록관리위원회                                 | 행정안전부         | 「공공기록물 관리에 관한 법률」 제15조                                        | |
| 국가데이터정책위원회                               | 과학기술정보통신부 | 「데이터 산업진흥 및 이용촉진에 관한 기본법」 제6조                           | |
| 국가보훈위원회                                     | 국가보훈부         | 「국가보훈 기본법」 제11조                                                    | |
| 국가산학연협력위원회                               | 교육부             | 「산업교육진흥 및 산학연협력촉진에 관한 법률」 제14조                         | |
| 국가스포츠정책위원회                               | 문화체육관광부     | 「스포츠기본법」 제9조                                                        | |
| 국가첨단전략산업위원회                             | 산업통상자원부     | 「국가첨단전략산업 경쟁력 강화 및 보호에 관한 특별조치법」 제9조              | |
| 국제개발협력위원회                                 | 국무조정실         | 「국제개발협력기본법」 제7조                                                  | |
| 국토정책위원회                                     | 국토교통부         | 「국토기본법」 제26조                                                         | |
| 군 공항 이전사업 지원위원회                        | 국방부             | 「군 공항 이전 및 지원에 관한 특별법」 제20조                                 | |
| 기반시설관리위원회                                 | 국토교통부         | 「지속가능한 기반시설 관리 기본법」 제18조                                    | |
| 농어업인 삶의 질 향상 및 농어촌 지역개발위원회     | 농림축산식품부     | 「농어업인 삶의 질 향상 및 농어촌지역 개발촉진에 관한 특별법」 제10조         | |
| 다문화가족정책위원회                               | 여성가족부         | 「다문화가족지원법」 제3조의4                                                 | |
| 도시재생특별위원회                                 | 국토교통부         | 「도시재생 활성화 및 지원에 관한 특별법」 제7조                               | |
| 독도지속가능이용위원회                             | 해양수산부         | 「독도의 지속가능한 이용에 관한 법률」 제7조                                  | |
| 동계올림픽특구위원회                               | 문화체육관광부     | 「2018 평창 동계올림픽대회 및 동계패럴림픽대회 지원 등에 관한 특별법」 제42조 | |
| 디엔에이신원확인정보데이터베이스관리위원회         | 검찰청 경찰청      | 「디엔에이신원확인정보의 이용 및 보호에 관한 법률」 제14조                    | |
| 미세먼지특별대책위원회                             | 국무조정실         | 「미세먼지 저감 및 관리에 관한 특별법」 제10조                                | |
| 사회보장위원회                                     | 보건복지부         | 「사회보장기본법」 제20조                                                     | |
| 새만금위원회                                       | 국무조정실         | 「새만금사업 추진 및 지원에 관한 특별법」 제33조                              | |
| 서해 5도 지원위원회                                | 행정안전부         | 「서해 5도 지원 특별법」 제7조                                                | |
| 세종특별자치시지원위원회                           | 국무조정실         | 「세종특별자치시 설치 등에 관한 특별법」 제9조                                | |
| 소비자정책위원회                                   | 공정거래위원회     | 「소비자기본법」 제23조                                                       | |
| 수소경제위원회                                     | 산업통상자원부     | 「수소경제 육성 및 수소 안전관리에 관한 법률」 제6조                          | |
| 식품안전정책위원회                                 | 국무조정실         | 「식품안전기본법」 제7조                                                      | |
| 아동정책조정위원회                                 | 보건복지부         | 「아동복지법」 제10조                                                         | |
| 양성평등위원회                                     | 여성가족부         | 「양성평등기본법」 제11조                                                     | |
| 외국인정책위원회                                   | 법무부             | 「재한외국인 처우 기본법」 제8조                                              | |
| 용산공원조성추진위원회                             | 국토교통부         | 「용산공원 조성 특별법」 제7조                                                | |
| 원자력진흥위원회                                   | 과학기술정보통신부 | 「원자력 진흥법」 제3조                                                       | |
| 유아교육·보육위원회                                | 교육부             | 「유아교육법」 제4조                                                          | |
| 자살예방정책위원회                                 | 보건복지부         | 「자살예방 및 생명존중문화 조성을 위한 법률」 제10조의2                       | |
| 장애인정책조정위원회                               | 보건복지부         | 「장애인복지법」 제11조                                                       | |
| 전북특별자치도 지원위원회                          | 국무조정실         | 「전북특별자치도 설치 등에 관한 특별법」 제11조                               | |
| 정보통신기반보호위원회                             | 국무조정실         | 「정보통신기반 보호법」 제3조                                                 | |
| 정보통신 전략위원회                                | 과학기술정보통신부 | 「정보통신 진흥 및 융합 활성화 등에 관한 특별법」 제7조                       | |
| 정부업무평가위원회                                 | 국무조정실         | 「정부업무평가 기본법」 제9조                                                 | |
| 제주특별자치도 지원위원회                          | 국무조정실         | 「제주특별자치도 설치 및 국제자유도시 조성을 위한 특별법」 제17조             | |
| 중앙민방위협의회                                   | 행정안전부         | 「민방위기본법」 제6조                                                        | |
| 중앙안전관리위원회                                 | 행정안전부         | 「재난 및 안전관리 기본법」 제9조                                             | |
| 중앙징계위원회                                     | 인사혁신처         | 「공무원 징계령」 제3조                                                       | |
| 중·저준위 방사성폐기물 처분시설 유치지역지원위원회 | 산업통상자원부     | 「중·저준위 방사성폐기물 처분시설의 유치지역지원에 관한 특별법」 제3조        | |
| 청년정책조정위원회                                 | 국무조정실         | 「청년기본법」 제13조                                                         | |
| 콘텐츠산업진흥위원회                               | 문화체육관광부     | 「콘텐츠산업 진흥법」 제7조                                                   | |
| 학교폭력대책위원회                                 | 교육부             | 「학교폭력예방 및 대책에 관한 법률」 제7조                                    | |
| 행정협의조정위원회                                 | 행정안전부         | 「지방자치법」 제187조                                                        | |

## 폐지된 위원회
| 위원회명                                                   | 주관부처       | 설치 근거 | 비고 |
| ---------------------------------------------------------- | -------------- | --- | --- |
| 2012세계자연보전총회정부지원위원회                         | 환경부         | 「2012세계자연보전총회 지원특별법」 제20조 | 2013년 12월 31일부로 「2012세계자연보전총회 지원특별법」의 효력이 만료됨에 따라 폐지되었다. |
| 2015경북문경세계군인체육대회지원위원회                     | 국방부         | 「2015경북문경세계군인체육대회 지원법」 제21조 | 2016년 12월 31일부로 「2015경북문경세계군인체육대회 지원법」의 효력이 만료됨에 따라 폐지되었다. |
| 2018 평창 동계올림픽대회 및 동계패럴림픽대회 지원위원회    | 문화체육관광부 | 「2018 평창 동계올림픽대회 및 동계패럴림픽대회 지원 등에 관한 특별법」 제26조                                                                                  | 2019년 3월 31일부로 「2018 평창 동계올림픽대회 및 동계패럴림픽대회 지원 등에 관한 특별법」 제26조의 효력이 만료됨에 따라 폐지되었다. |
| 국가과학기술심의회                                         | 미래창조과학부 | 「과학기술기본법」 제9조 | 2018년 4월 17일부로 「과학기술기본법」이 법률 제15344호로 개정 시행되며 종전의 제9조가 삭제됨에 따라 폐지되었다. |
| 국제경기대회지원위원회                                     | 문화체육관광부 | 「2011대구세계육상선수권대회, 2013충주세계조정선수권대회, 2014인천아시아경기대회, 2014인천장애인아시아경기대회 및 2015광주하계유니버시아드대회 지원법」 제21조 | 2016년 12월 31일부로 「2011대구세계육상선수권대회, 2013충주세계조정선수권대회, 2014인천아시아경기대회, 2014인천장애인아시아경기대회 및 2015광주하계유니버시아드대회 지원법」의 효력이 만료됨에 따라 폐지되었다.                                  |
| 국제경기대회지원위원회                                     | 문화체육관광부 | 「국제경기대회 지원법」 제8조 | 2022년 2월 11일부로 「국제경기대회 지원법」이 법률 제18380호로 개정 시행되며 종전의 제8조가 삭제됨에 따라 폐지되었다. |
| 녹색성장위원회                                             | 국무조정실     | 「저탄소 녹색성장 기본법」 제14조 | 2022년 3월 25일부로 「저탄소 녹색성장 기본법」이 폐지됨에 따라 폐지되었다. |
| 대일항쟁기강제동원피해조사및국외강제동원희생자등지원위원회 | 행정자치부     | 「대일항쟁기 강제동원 피해조사 및 국외강제동원 희생자 등 지원에 관한 특별법」 제8조                                                                            | 「대일항쟁기 강제동원 피해조사 및 국외강제동원 희생자 등 지원에 관한 특별법」 제19조 제1항에 따른 존속기한인 2015년 6월 30일에서 국회 동의를 얻어 존속기간이 6개월 연장되어, 2015년 12월 31일부로 존속기한 만료에 따라 폐지되었다.               |
| 산업융합발전위원회                                         | 산업통상자원부 | 「산업융합 촉진법」 제8조 | 2019년 1월 17일부로 「산업융합 촉진법」이 법률 제15828호로 개정 시행됨에 따라 산업통상자원부 소속으로 변경됨과 함께 산업융합 규제특례심의위원회로 개편되며 폐지되었다.                                                                           |
| 여성정책조정회의                                           | 여성가족부     | 「여성발전기본법」 제11조 | 2015년 7월 1일부로 「여성발전기본법」이 「양성평등기본법」(법률 제12698호)으로 개정 시행됨에 따라 양성평등위원회로 개편되며 폐지되었다. |
| 여수세계박람회사후활용지원위원회                           | 국무조정실     | 「여수세계박람회 기념 및 사후활용에 관한 특별법」 제25조 | 2017년 3월 3일부로 「여수세계박람회 기념 및 사후활용에 관한 특별법」이 법률 제14350호로 개정 시행되며 종전의 제25조가 삭제됨에 따라 폐지되었다.                                                                                                  |
| 여수세계박람회정부지원위원회                               | 국무조정실     | 「여수세계박람회 지원 및 사후활용에 관한 특별법」 제24조 | 2013년 3월 12일부로 「여수세계박람회 지원 및 사후활용에 관한 특별법」이 「여수세계박람회 기념 및 사후활용에 관한 특별법」(법률 제11543호)으로 개정 시행되며 종전의 제24조에서 여수세계박람회정부지원위원회 관련 내용이 삭제됨에 따라 폐지되었다. |
| 정부3.0 추진위원회                                         | 행정자치부     | 「정부3.0 추진위원회의 설치 및 운영에 관한 규정」 제1조 | 2017년 7월 11일부로 「정부3.0 추진위원회의 설치 및 운영에 관한 규정」이 폐지됨에 따라 폐지되었다. |
| 지방재정부담심의위원회                                     | 행정안전부     | 「지방재정법」 제27조의2 | 2024년 2월 17일부로 「지방재정법」이 법률 제19634호로 개정 시행됨에 따라 행정안전부 소속으로 변경됨과 함께 지방재정관리위원회로 개편되며 폐지되었다.                                                                                             |

## 과거에 소속되었던 위원회
| 위원회명                          | 주관부처       | 설치 근거                                                                      | 비고 |
| --------------------------------- | -------------- | ------------------------------------------------------------------------------ | --- |
| 10·27법난피해자명예회복심의위원회 | 문화체육관광부 | 「10·27법난 피해자의 명예회복 등에 관한 법률」 제3조                           | 2016년 6월 30일부로 「10·27법난 피해자의 명예회복 등에 관한 법률」이 법률 제13954호로 개정 시행됨에 따라 문화체육관광부 소속으로 변경되었다.                                         |
| 납북피해자보상및지원심의위원회    | 통일부         | 「군사정전에 관한 협정 체결 이후 납북피해자의 보상 및 지원에 관한 법률」 제6조 | 2019년 3월 25일부로 「군사정전에 관한 협정 체결 이후 납북피해자의 보상 및 지원에 관한 법률」이 법률 제16028호로 개정 시행됨에 따라 통일부 소속으로 변경되었다.                       |
| 바이오안전성위원회                | 산업통상자원부 | 「유전자변형생물체의 국가간 이동 등에 관한 법률」 제31조                       | 2013년 12월 12일부로 「유전자변형생물체의 국가간 이동 등에 관한 법률」이 법률 제11536호로 개정 시행됨에 따라 산업통상자원부 소속으로 변경되었다.                                     |
| 산업기술보호위원회                | 산업통상자원부 | 「산업기술의 유출방지 및 보호에 관한 법률」 제7조                              | 2015년 4월 29일부로 「산업기술의 유출방지 및 보호에 관한 법률」이 법률 제13082호로 개정 시행됨에 따라 산업통상자원부 소속으로 변경되었다.                                            |
| 유비쿼터스도시위원회              | 국토교통부     | 「유비쿼터스도시의 건설 등에 관한 법률」 제23조                                | 2016년 6월 30일부로 「유비쿼터스도시의 건설 등에 관한 법률」이 법률 제13685호로 개정 시행됨에 따라 국토교통부 소속으로 변경되었다.                                                   |
| 자원봉사진흥위원회                | 행정안전부     | 「자원봉사활동 기본법」 제8조                                                  | 2024년 2월 17일부로 「자원봉사활동 기본법」이 법률 제19634호로 개정 시행됨에 따라 행정안전부 소속으로 변경되었다.                                                                    |
| 접경지역정책심의위원회            | 행정안전부     | 「접경지역 지원 특별법」 제9조                                                 | 2021년 4월 21일부로 「접경지역 지원 특별법」이 법률 제17520호로 개정 시행됨에 따라 행정안전부 소속으로 변경되었다.                                                                   |
| 정보공개위원회                    | 행정안전부     | 「공공기관의 정보공개에 관한 법률」 제22조                                     | 2023년 11월 17일부로 「공공기관의 정보공개에 관한 법률」이 법률 제19408호로 개정 시행됨에 따라 행정안전부 소속으로 변경되었다.                                                       |
| 첨단의료복합단지위원회            | 보건복지부     | 「첨단의료복합단지 지정 및 지원에 관한 특별법」 제27조                         | 2019년 11월 1일부로 「첨단의료복합단지 지정 및 지원에 관한 특별법」이 「첨단의료복합단지 육성에 관한 특별법」(법률 제16407호)으로 개정 시행됨에 따라 보건복지부 소속으로 변경되었다. |
| 특수임무수행자보상심의위원회      | 국방부         | 「특수임무수행자 보상에 관한 법률」 제4조                                      | 2015년 1월 31일부로 「특수임무수행자 보상에 관한 법률」이 법률 제12907호로 개정 시행됨에 따라 국방부 소속으로 변경되었다.                                                            |
| 한센인피해사건진상규명위원회      | 보건복지부     | 「한센인피해사건의 진상규명 및 피해자생활지원 등에 관한 법률」 제3조           | 2019년 7월 16일부로 「한센인피해사건의 진상규명 및 피해자 지원 등에 관한 법률」이 법률 제16265호로 개정 시행됨에 따라 보건복지부 소속으로 변경되었다.                                |